# Rembrandt Bugatti
Pour les articles homonymes, voir Bugatti (homonymie).
Rembrandt Annibale Bugatti (16 octobre 1884 à Milan - 8 janvier 1916 à Paris 7e) est un artiste sculpteur animalier italien. Il est le fils du créateur italien Carlo Bugatti, le petit-fils de Giovanni Luigi Bugatti, sculpteur et architecte italien renommé en Italie, le frère cadet d'Ettore Bugatti, fondateur de la marque Bugatti en 1909 en France, et l'oncle du pilote franco-italien Jean Bugatti.

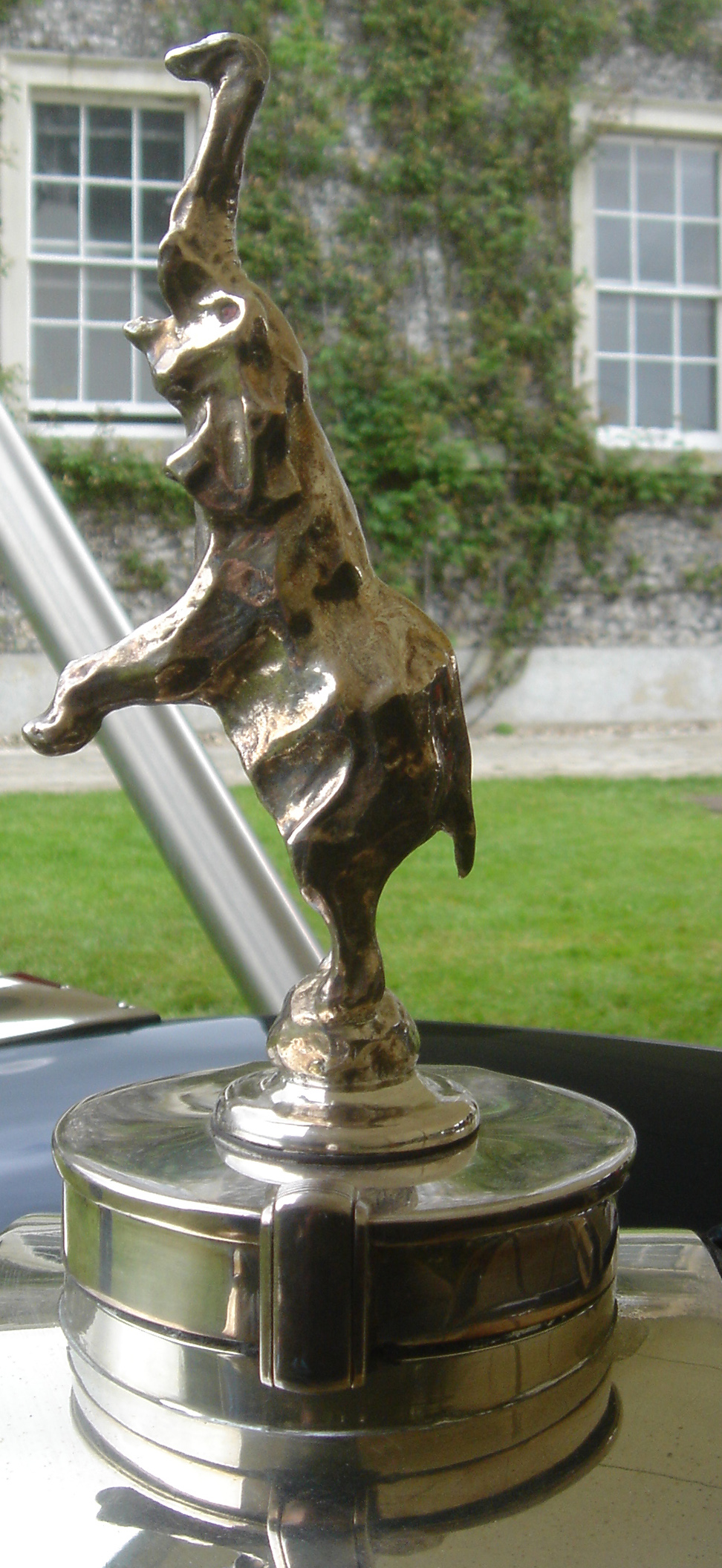
Bouchon de radiateur de Bugatti Royale Type 41 de 1927.

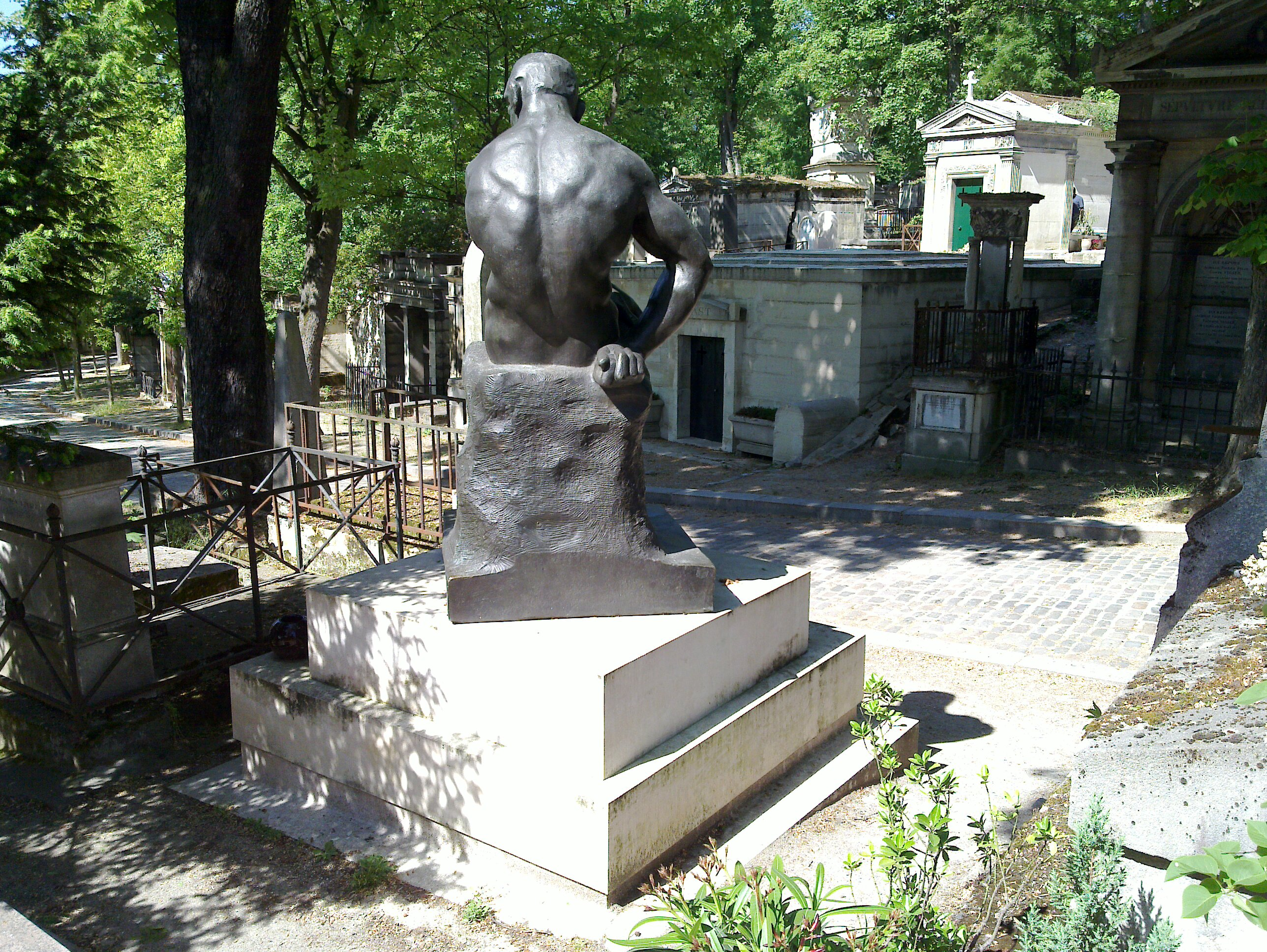
Portrait de Samuel White Stockton, cimetière du Père-Lachaise.

## Jeunesse en Italie et premières sculptures
Il est le plus jeune fils du décorateur et architecte Carlo Bugatti (créateur et fabricant de mobiliers extraordinaires), le frère de Deanice Bugatti (1883-1932) et du constructeur automobile Ettore Bugatti, l'oncle du pilote franco-italien Jean Bugatti. Son prénom fut choisi par son parrain Giovanni Segantini, le compagnon de Bice Bugatti. 
Enfant, il se met à sculpter, encouragé par le chef de file des peintres divisionnistes lombards Giovanni Segantini et par Paul Troubetzkoy, sculpteur renommé italien et russe, un ami de la famille Bugatti. Rembrandt Bugatti va modeler avec de la plastiline. 
En 1901, il réalise sa première œuvre : « Ritorno dal pascolo » (quatre vaches l'une derrière l'autre sur le chemin du retour guidées par un jeune paysan). Ritorno dal pascolo est l’une des premières sculptures modelées lors d’un séjour en montagne aux côtés de l’oncle Segantini. Rembrandt et ses quatre cousins partent souvent tous ensemble dans les montagnes de l'Engadine à Maloja. Cette vallée de toute beauté, Segantini et Bice l’avaient déjà choisie pour y vivre. Ce fut le lieu de rendez-vous avec Friedrich Nietzsche, Rainer Maria Rilke, Sigmund Freud et les peintres Gustav Klimt et Giovanni Giacometti.
« Ritorno dal pascolo » est une sculpture tout à la fois analytique, synthétique et dynamique. Le volume est modelé à main libre, les détails sont simplement ébauchés pour accrocher la lumière et fragmenter la surface en une multitude de plans qui s'interpénètrent et donnent l'impression du jeu sous-jacent des os et des muscles. Les sabots enfoncés dans la terrasse, à larges coups de pouce, et les vides entre les pattes donnent le rythme de la marche.

## Installation à Paris puis Anvers et carrière
En 1903, âgé de 19 ans, Rembrandt Bugatti s'installe à Paris, cette ville dont le rayonnement attire tous les artistes modernes du début du XXe siècle. Dès 1904, sur le conseil de René Dubois, son père adoptif, Bugatti est pris sous contrat par l'éditeur et fondeur d'art français Adrien-Aurélien Hébrard. Ce dernier est le fils du sénateur Adrien Hébrard, directeur du journal Le Temps. Il dirige une fonderie d'art (Fonderie A.A. Hébrard) et une galerie d'art 8 rue Royale à Paris. Rembrandt Bugatti va signer un contrat d'exclusivité avec Hébrard. Le jeune chef d'atelier Albino Palazzolo sera son mouleur-fondeur exclusif, aidé à ses débuts, avant 1908, par le célèbre fondeur italien Marcello Valsuani, le père de Claude Valsuani. A.A. Hébrard et son chef d’atelier Albino Palazzolo ont créé une nouvelle dynamique pour les arts du feu qu’ils soutiennent, la fonte à cire perdue en bronze ou en argent. Ainsi, « la reproductibilité » est devenue une propriété essentielle de l’œuvre d’art sans qu’elle ne perde son « aura » son caractère original et authentique . Pour relever ce véritable défi, A.A.Hébrard, collectionneur, ingénieur chimiste, éditeur et marchand d’art, impose pour la première fois une édition originale, strictement limitée et numérotée, d’une qualité exceptionnelle.
Chaque année, A.A. Hébrard expose les nouvelles œuvres de Bugatti dans sa galerie parisienne. Tous les cinq ans, il organise une rétrospective et présente Rembrandt Bugatti dans les salons officiels (toujours dans la section d’Art Moderne Italien) ou étrangers de l'époque, entre Paris, Venise, Milan, Bruxelles, Berlin, Anvers et New-York.
Littéralement envoûté par le monde animal, le jeune sculpteur trouve le parc zoologique du Jardin des plantes de Paris insuffisant pour son inspiration et ses modèles. Il part s'installer à Anvers en Belgique où la direction du zoo d'Anvers se montre très accueillante à l'égard des artistes. En 1906, le directeur du zoo d'Anvers, Michel L'Hoest, mettra un atelier à sa disposition. Le Jardin zoologique d'Anvers est déjà considéré au tournant du siècle comme le plus important du monde. 

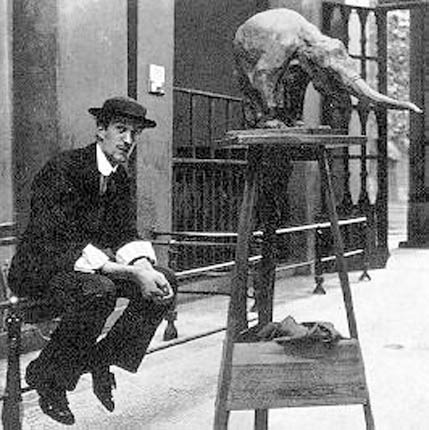
Rembrandt Bugatti au zoo d'Anvers en 1910.

Rembrandt Bugatti revient souvent à Paris entre 1906 et 1911. Il habite près de la Ménagerie du Jardin des plantes. Comme si les barreaux de leurs cages n'existaient pas Bugatti a pris l'habitude de contempler les animaux sauvages tous les jours, les lions, les panthères, les léopards, les jaguars, les loups, les vautours, les éléphants, les ours, les hippopotames, les antilopes, les pélicans, les marabouts, etc. Pendant quinze ans Bugatti va les observer longuement, pour fixer dans la plastiline, puis dans le plâtre, leurs morphologies, leurs attitudes, leurs comportements, leurs caractères, leurs allures, leurs expressions. Sa sculpture procède entièrement de cet échange et de ce contact journalier avec les animaux sauvages et familiers.
Dès le début, Rembrandt Bugatti choisit le modelage à main libre sans repère ni mesure, sans esquisse préparatoire et la vitesse dans l’exécution. De 1907 à 1914, Rembrandt Bugatti va modeler une œuvre complète d'animaux avec un immense talent. En 1911, à Paris, la galerie Hébrard présenta une collection de 100 bronzes animaliers.

## Guerre et suicide
Pendant la Première Guerre mondiale, certains des animaux sauvages du zoo d'Anvers sont tués, les plus dangereux. Rembrandt s'engage dans la Croix-Rouge pour soutenir les blessés et fatalement devient tuberculeux. Pour venir en aide à sa famille, alors réfugiée en Italie, il part à Milan puis décide de s'engager dans l'armée italienne en août 1915. À Paris, les commandes et ventes de sculptures s'effondrent, la Galerie Hébrard est fermée. Rembrandt Bugatti, réformé, revient à Paris en décembre 1915. Il ne peut plus accepter l'aide financière de son frère Ettore Bugatti, en difficulté, et, gravement tuberculeux, il ne peut plus côtoyer ses neveux adorés (Ebé Bugatti, Lidia Bugatti, Jean Bugatti) et sa famille pour les réunions de fin d'année. 
Rembrandt se suicide dans son atelier de Montparnasse le 8 janvier 1916 à l'âge de 31 ans 2 mois et 23 jours. Dans une lettre adressée à son frère Ettore, Rembrandt Bugatti avait écrit en 1911 : « … sois rosse avec les hommes, gentil avec ta femme, Dieu avec tes enfants et bon pour les animaux… ».
De 1944 à 1955, sa dépouille est enterrée au cimetière du Père-Lachaise (97e division) avant d'être transportée à Dorlisheim.

## Hommages
En hommage posthume, Ettore et son fils Jean Bugatti reprendront l'éléphant dressé (1904) de Rembrandt Bugatti pour créer en argent ou bronze argenté la mascotte du radiateur de la plus belle voiture du monde, la Bugatti Royale de 1926.
Comme les usines de son frère avaient été installées à Molsheim, la ville a décidé de baptiser son second collège « Rembrandt Bugatti ».
Le 27 mars 2014 (et pendant quatre mois) le musée de Berlin Alte Nationalgalerie présenta une exposition rétrospective entièrement consacrée à Rembrandt Bugatti. Avant le musée de Berlin, le Zoo d'Anvers fut le premier à présenter une rétrospective de l’œuvre sculptée de Bugatti, en 1955. En 2018 le Zoo d'Anvers a créé la Salle Rembrandt Bugatti et présente la sculpture en bronze « Eléphant mendiant », le modèle reproduit sur la photo de 1910.
Molsheim lui rend à nouveau hommage, au travers de sa statue de l'éléphant dressé, à la base de loisir le Trefle. Il sert de fontaine, et un grand hamster d'Alsace lui tire la queue, pour rappeler les déconvenues qu'ont rencontré les promoteurs du site.
L'acteur Alain Delon, mondialement connu, a vendu aux enchères publiques « Centenaire Rembrandt Bugatti », en 2016, une partie de sa collection Rembrandt Bugatti. Il a conservé sa collection de félins, les panthères (dont une achetée à Alain Lesieutre) et lions, et un groupe de vautours, pièce unique.